# SIPOC
Na melhoria de processos, um SIPOC (às vezes COPIS) é uma ferramenta que resume as entradas e saídas de um ou mais processos em forma de tabela. A sigla SIPOC significa suppliers (fornecedores), inputs (entradas), process (processo), outputs (saídas) e customers (clientes), que formam as colunas da tabela. Essa sigla estava em uso pelo menos desde os programas de gestão de qualidade total do final da década de 1980 e continua a ser usada hoje em Seis Sigma, lean manufacturing (manufatura enxuta) e gestão de processos de negócios.
Para enfatizar colocando as necessidades do cliente em primeiro lugar, a ferramenta é às vezes chamada de COPIS e as informações do processo são preenchidas começando com o cliente e trabalhando até o fornecedor.
O SIPOC é muitas vezes apresentado no início dos esforços de melhoria de processos, como em eventos Kaizen ou durante a fase de "definição" do processo DMAIC. Tem três usos mais comuns, dependendo do público-alvo:
- Para dar uma visão geral de alto nível às pessoas que não estão familiarizados com o processo.
- Para recordar as pessoas cuja familiaridade com o processo se desvaneceu ou se tornou desatualizada devido às mudanças no processo.
- Para ajudar as pessoas na definição de um novo processo.

Vários aspectos do SIPOC que podem não ser aparentes de imediato são:
- Fornecedores (suppliers) e clientes (customers) podem ser internos ou externos à organização que executa o processo.
- Entradas (inputs) e saídas (outputs) podem ser materiais, serviços ou informações.
- O foco está em capturar o conjunto de entradas e saídas, e não as etapas individuais do processo.

| Fornecedor                                                                                              | Entrada | Processo | Saída | Cliente                                                                    |
| --- | --- | --- | --- | -------------------------------------------------------------------------- |
| - Proprietário do veículo - Representante do serviço ao cliente - Gerente de unidade - Partes da janela | - Inquérito de reparação - Veículo para reparo - A autorização para prosseguir com recomendações individuais - Compartimento aberto - Peças para reparos aprovados - Observações | - Agendamento de visita - Diagnóstico do problema - Preparação da ordem de trabalho - Peças de origem - Execução dos reparos - Notificação de que o serviço está completo | - Data e hora do compromisso - Recomendações de reparo e estimativas de custos - Ordem de trabalho - Peças para reparos aprovados - Notificação por telefone/e-mail/mensagem de texto - Veículo reparado | - Proprietário do veículo - Mecânico - Representante do serviço ao cliente |